# Liste der Baudenkmäler in Furth im Wald

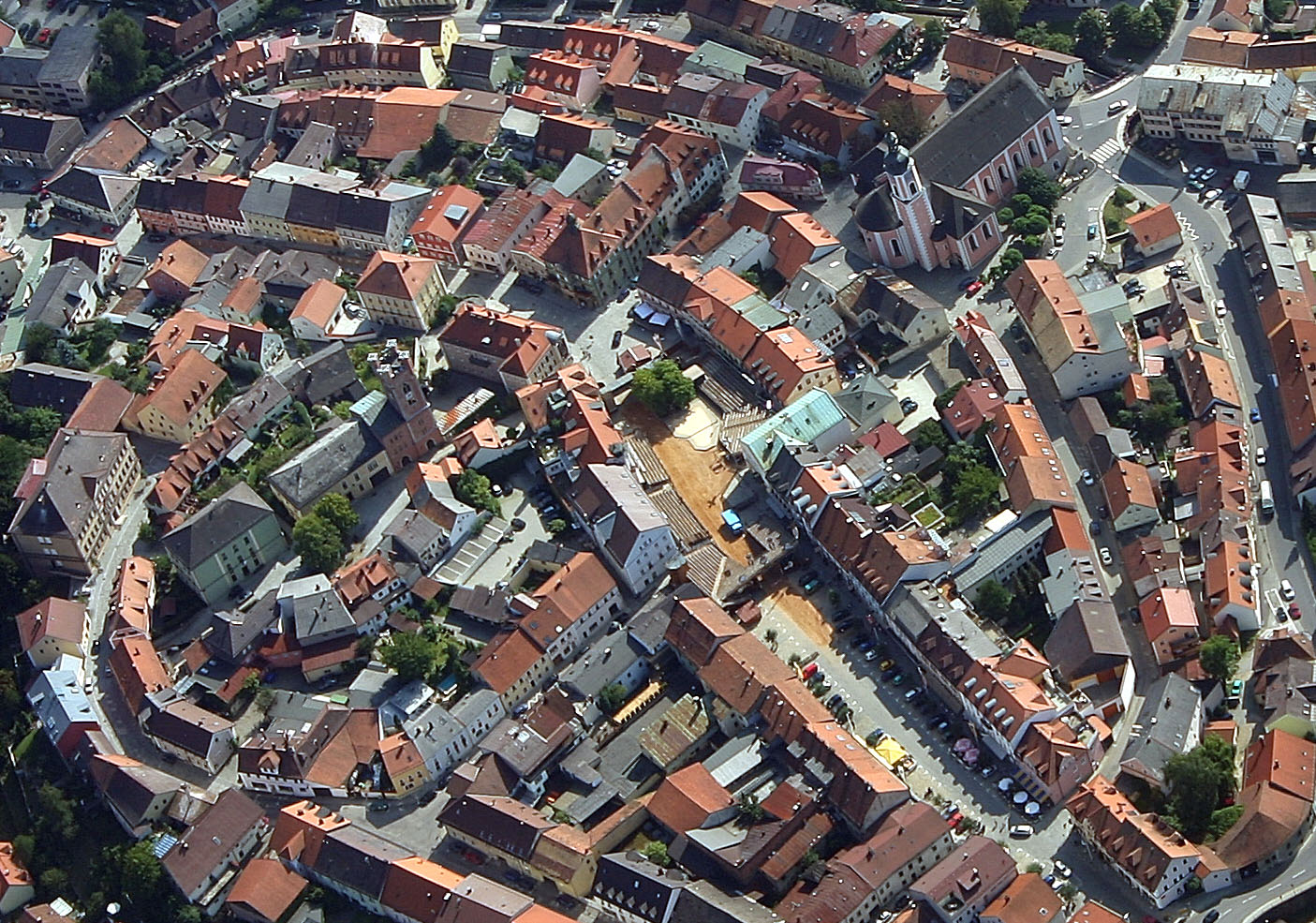
Furth im Wald – Blick auf die Altstadt

Auf dieser Seite sind die Baudenkmäler in der Oberpfälzer Stadt Furth im Wald zusammengestellt. Diese Tabelle ist eine Teilliste der Liste der Baudenkmäler in Bayern. Grundlage ist die Bayerische Denkmalliste, die auf Basis des Bayerischen Denkmalschutzgesetzes vom 1. Oktober 1973 erstmals erstellt wurde und seither durch das Bayerische Landesamt für Denkmalpflege geführt wird. Die folgenden Angaben ersetzen nicht die rechtsverbindliche Auskunft der Denkmalschutzbehörde.

## Ensembles

### Ensemble Pfarrstraße

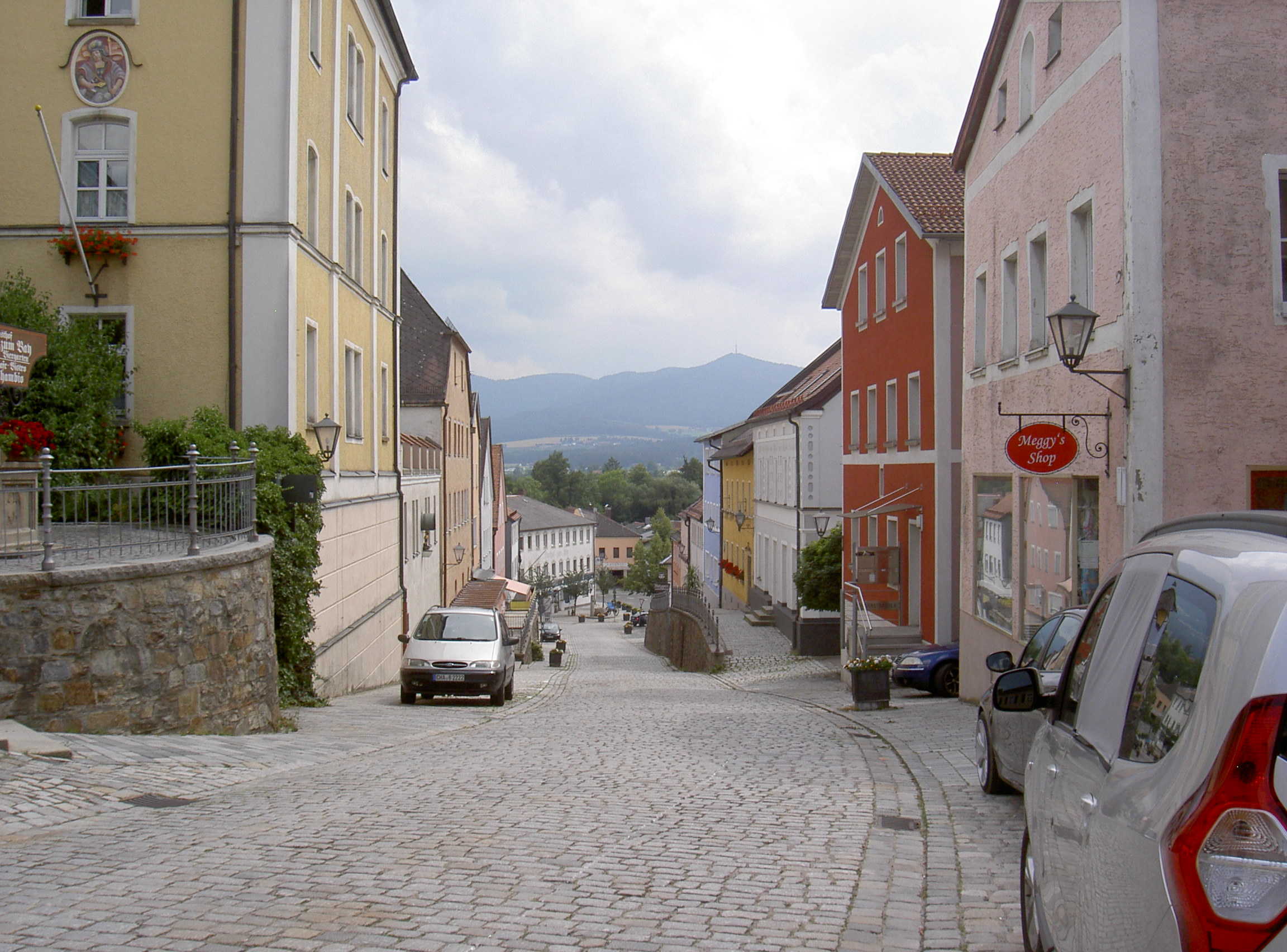
Ensemble Pfarrstraße

Der vom Stadtplatz steil nach Süden zu dem ehemaligen Furttor abfallende Straßenzug ist mit Wohnhäusern, meist aus der Zeit nach dem Stadtbrand 1863, bebaut. Auf der Westseite folgt dem Rathausbau von 1924 eine Gruppe von drei Giebelhäusern mit flachen Satteldächern, dann eine geschlossene Gruppe talwärts abgetreppter Traufseithäuser. Ihnen ist ein erhöhter Gehweg mit Treppenaufgängen vorgelegt. Auf der Ostseite folgen dem hochgelegenen Pfarrhof vorwiegend Giebelhäuser mit flachen Satteldächern.
Das Ensemble wird durch das Rathaus und den Pfarrhof am hochgelegenen Übergang zum Stadtplatz beherrscht. Die lebendige Wirkung des Straßenbildes und seiner Putzfassaden ist durch moderne Schaufenstereinbrüche zum Teil erheblich beeinträchtigt.
Aktennummer: E-3-72-126-2

### Ensemble Stadtplatz

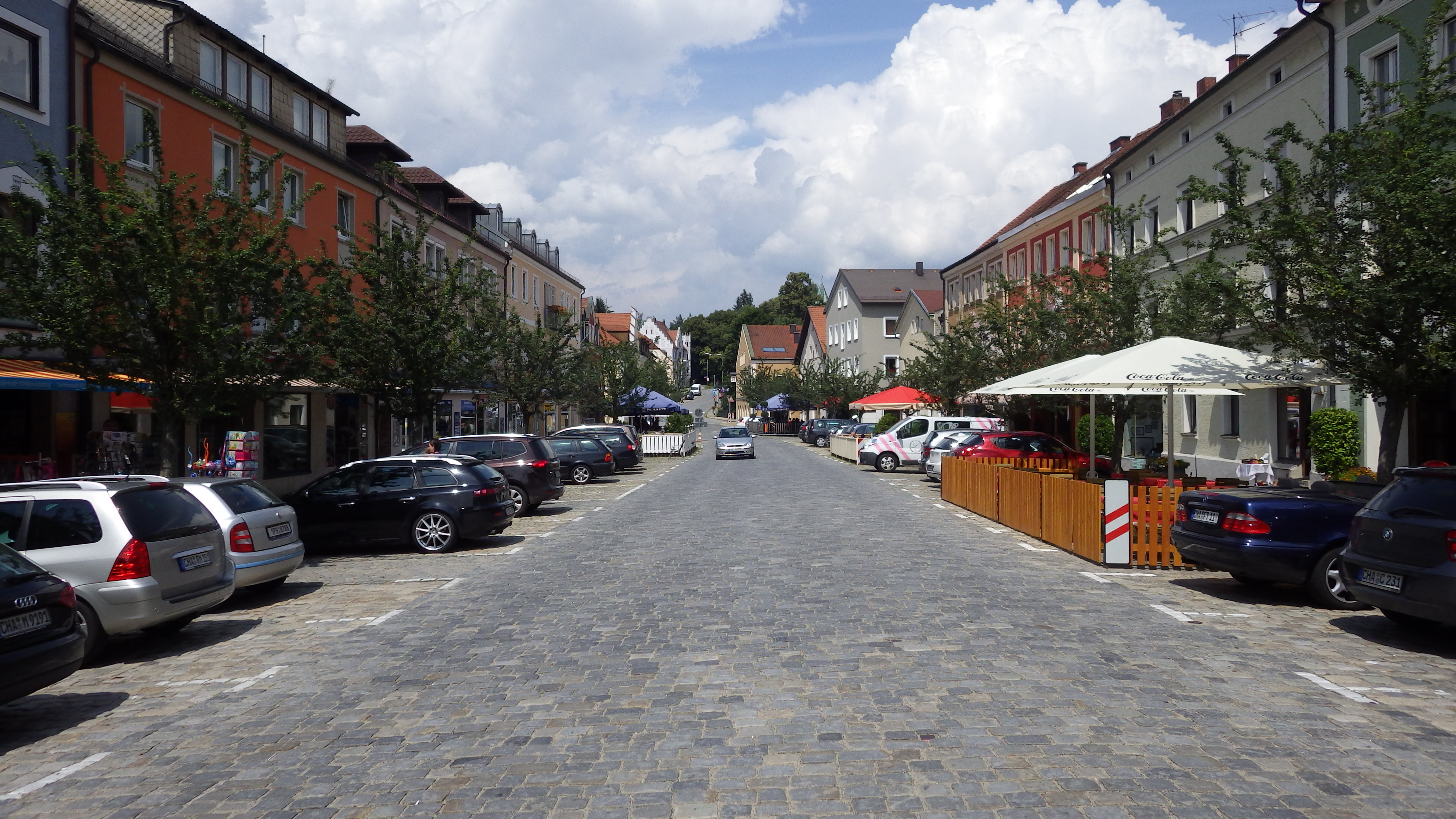
Ensemble Stadtplatz

Der breite, nordsüdwärts gerichtete Straßenmarkt erstreckt sich zwischen dem 1863 aufgelassenen Obertor und dem nördlichen Ende der Pfarrstraße, die in gerader Verlängerung zum Stadtausgang beim ehemaligen Furttor führt. Die Platzanlage entstand, als im 13. Jahrhundert die Siedlung Furt und die Fernstraße nach Böhmen aus der Talniederung auf den Berg verlegt wurden; sie dehnt sich westlich unterhalb der ehemaligen Burg aus (vergleiche Ensemble Schlossplatz). Das Stadtrecht wurde spätestens 1332 verliehen.
Der Platz, der sich am Südende ausweitet, weist geschlossene, meist nach dem Stadtbrand von 1863 entstandene Bebauung, durchgehend mit Putzfassaden, auf: Die Ostseite mit meist dreigeschossigen traufseitigen Wohn- und Geschäftshäusern sowie Gaststätten, oft mit Halbgeschoss und flachen Satteldächern, der nördliche Teil auch mit flachen Giebelbauten, unter denen dem Haus Nummer 24 eine besondere städtebauliche Bedeutung zukommt, die Westseite mit traufseitigen zwei- und dreigeschossigen Wohn- und Geschäftshäusern mit wechselnder Firsthöhe. Der Südteil des Stadtplatzes erhält durch die großen Amtsgebäude und den Pfarrhof sowie durch die stattlichen Geschäftshäuser Nr. 4, 6, 8 ein besonderes Gewicht. Die Barockfigur des hl. Johannes von Nepomuk in der Platzmitte ergibt einen besonderen Akzent.
Aktennummer: E-3-72-126-1

### Ensemble Schlossplatz

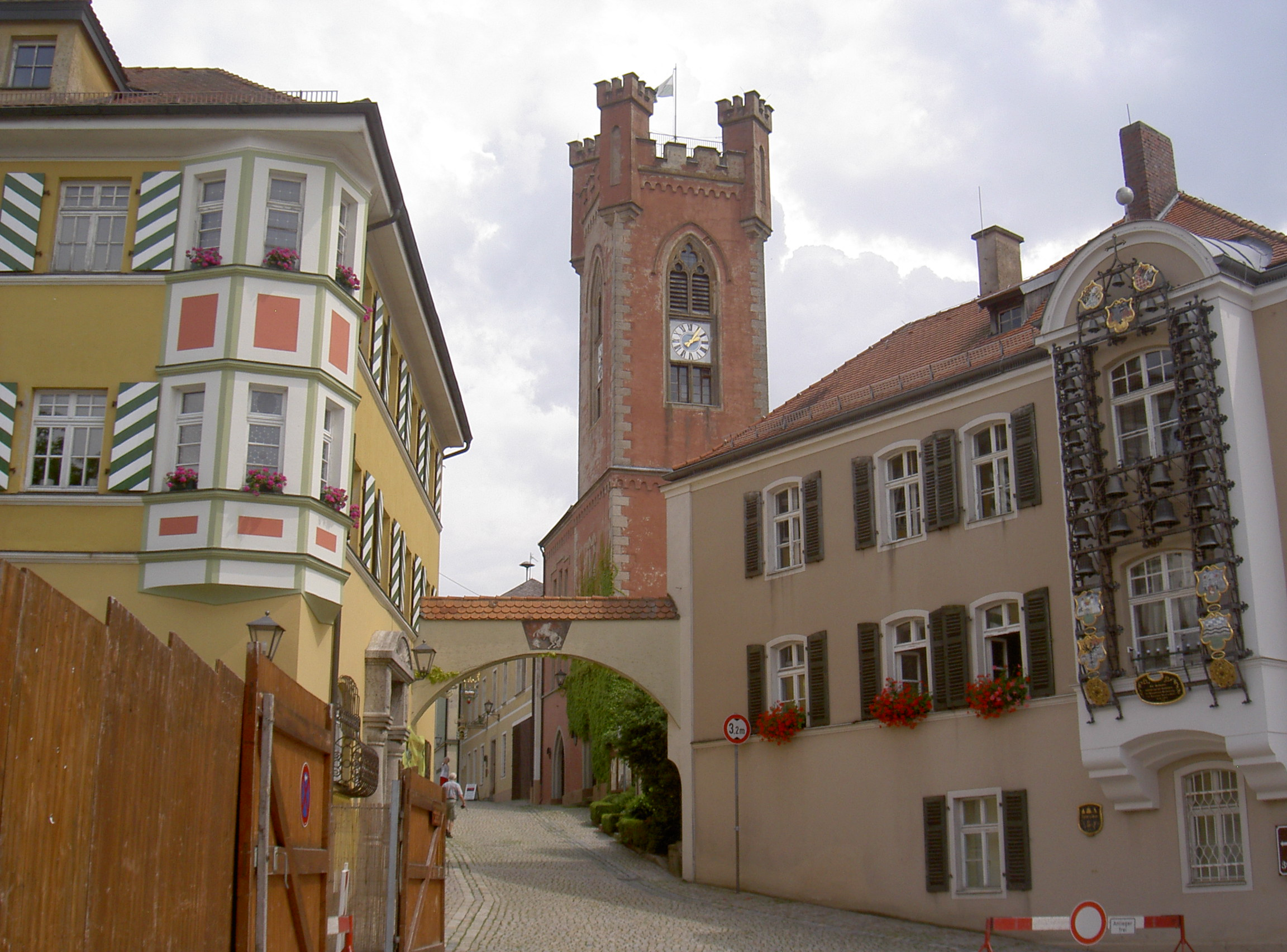
Ensemble Schlossplatz

Das Ensemble umfasst die Bebauung des am höchsten Punkt der Stadt gelegenen Schlossplatzes und seiner Zugänge von Westen und Osten. Die Anlage geht auf das 13. Jahrhundert zurück, als östlich des alten am Übergang über die Chamb gelegenen Dorfes Furt in exponierter Höhenlage von den bayerischen Herzögen eine neue Zollstätte und eine die Fernstraße nach Böhmen sichernde Burg angelegt wurde. Das herzogliche Pflegschloss, bereits in den Hussitenkriegen und im Dreißigjährigen Krieg verwüstet, wurde bis auf den Lärmerturm beim Stadtbrand 1863 zerstört.
An das Schloss und seinen Hauptturm erinnert der hohe, 1866 errichtete neugotische Stadtturm, der zusammen mit den am Platz des alten Schlosses entstandenen Mädchenschulhäusern die südliche Platzwand bildet, während die bogenförmige nördliche Seite durch kleine, nach dem Stadtbrand entstandene traufseitige Wohnhäuser mit kleinen Vorgärten gebildet wird. Am Durchgang zum Stadtplatz bilden das Amtsgericht und das große Wohngebäude Stadtplatz 4, am Durchgang zur Rosengasse die einfachen Wohnhäuser Rosenstraße 13 und 15 jeweils torartige Situationen. Das Ensemble ist durch moderne Umbauten am Haus Nummer  15 und 17 beeinträchtigt.
Aktennummer: E-3-72-126-3

## Baudenkmäler nach Ortsteilen

### Furth
| Lage | Objekt                                               | Beschreibung | Akten-Nr.               | Bild |
| --- | ---------------------------------------------------- | --- | ----------------------- | --- |
| Bahnhofstraße 3 (Standort) | Wohnhaus                                             | Zweigeschossiger und traufständiger Satteldachbau mit Gesimsgliederung und Fensterläden, um 1890 | D-3-72-126-2 Wikidata   | weitere Bilder |
| Bahnhofstraße 5 (Standort) | Wohnhaus                                             | Zweigeschossiger und traufständiger, gestelzter Satteldachbau mit Zwerchhaus und Putzgliederungen, um 1900 | D-3-72-126-3 Wikidata   | weitere Bilder |
| Bahnhofstraße 20 (Standort) | Bahnhofempfangsgebäude und Zollamt                   | Dreigeschossiger Mittelbau mit zweigeschossigen Flügeln, mit Flachwalmdächern, Kniestöcken und Lisenengliederung in Sandstein, spätklassizistisch, 1862 | D-3-72-126-4 Wikidata   | weitere Bilder |
| Bahnhofstraße 25 (Standort) | Hotel Hohenbogen                                     | Dreigeschossiger Flachwalmdachbau in Ecklage mit höherem Mittelteil, Putzgliederungen und Eisenbalkon, spätklassizistisch, um 1880 von Franz Holm | D-3-72-126-5 Wikidata   | Hotel Hohenbogen |
| Bayplatz 2 (Standort) | Hausfigur hl. Johannes Nepomuk                       | 18. Jahrhundert | D-3-72-126-6 Wikidata   | Hausfigur hl. Johannes Nepomuk |
| Burgstraße 7 (Standort) | Ehemaliges Stadttor, sogenanntes Badtor              | Dreigeschossiger und giebelständiger Flachsatteldachbau mit rundbogiger Durchfahrt und angeschlossenem dreigeschossigem Wohnhaus mit Walmdach und Kniestock, im Kern mittelalterlich, Umgestaltung Mitte 17. und 19. Jahrhundert | D-3-72-126-9 Wikidata   | weitere Bilder |
| Chambwiesen (gegenüber Eschlkamer Str. 8) (Standort) | Kapelle St. Leonhard                                 | Giebelständiger Saalbau mit abgewalmtem Satteldach und Giebeltürmchen mit Zeltdach, 1930; mit Ausstattung | D-3-72-126-12 Wikidata  | weitere Bilder |
| Daberger Straße 65 (Standort) | Hofkapelle, sogenannte Hoimerlkapelle                | Giebelständiger Satteldachbau, 4. Viertel 19. Jahrhundert | D-3-72-126-10 Wikidata  | Hofkapelle, sogenannte Hoimerlkapelle |
| Eschlkamer Straße 2 (Standort) | Ehemaliges Bauernhaus                                | Zweigeschossiger und traufständiger Flachsatteldachbau mit verschindeltem Blockbau-Obergeschoss 18. Jahrhundert | D-3-72-126-11 Wikidata  | Ehemaliges Bauernhaus |
| Grabitzer Straße 6 (Standort) | Ehemaliges Bauernhaus                                | Zweigeschossiger und giebelständiger Flachsatteldachbau mit Blockbau-Obergeschoss, 1. Hälfte 19. Jahrhundert | D-3-72-126-18 Wikidata  | Ehemaliges Bauernhaus |
| Herrenstraße 9 (Standort) | Wohnhaus                                             | Zweigeschossiger und traufständiger Satteldachbau mit Toreinfahrt und Putzgliederungen, neubarock, um 1910 | D-3-72-126-21 Wikidata  | Wohnhaus |
| Himmelreichweg (Standort) | Figur des hl. Johannes Nepomuk                       | Auf Säule, Granit, spätbarock, 18. Jahrhundert | D-3-72-126-23 Wikidata  | Figur des hl. Johannes Nepomuk |
| Himmelreichweg 7 (Standort) | Hausfigur des hl. Johannes Nepomuk                   | 19. Jahrhundert | D-3-72-126-22 Wikidata  | weitere Bilder |
| Hochstraße (500 m südlich Schafberg 47) (Standort) | Wegkapelle, sogenannte Köpl-Kapelle                  | Offener Flachsatteldachbau, um 1860 | D-3-72-126-25 Wikidata  | weitere Bilder |
| Im Blätterberg (Eschlkamer Str. Abzweigung Blätterberg) (Standort) | Wegkapelle, sogenannte Bay-Kapelle                   | Traufständiger und abgewalmter Satteldachbau mit Putzgliederungen und Schindeldeckung, 18. Jahrhundert | D-3-72-126-14 Wikidata  | Wegkapelle, sogenannte Bay-Kapelle |
| Kirchplatz (Standort) | Denkmal für Maximilian Schmidt, genannte Waldschmidt | Bronzetafel auf Kubus aus Spiegelquadern, Granit, um 1932 | D-3-72-126-59 Wikidata  | weitere Bilder |
| Kirchplatz 13 (Standort) | Wohn- und Geschäftshaus                              | Zweigeschossiger und traufständiger, gestelzter Satteldachbau über spornförmigem Grundriss, mit Zwerchhaus, Zinnen und Eckerkerturm mit Spitzdach, Blechdeckung, um 1900, im Kern älter | D-3-72-126-26 Wikidata  | Wohn- und Geschäftshaus |
| Kreuzkirchstraße (Standort) | Kreuzweg                                             | 14 Stationen, Pfeiler mit Satteldach und Reliefs, Granit und Ton, bezeichnet mit 1912 | D-3-72-126-104 Wikidata | weitere Bilder |
| Kreuzkirchstraße 1 (Standort) | Ehemalige Dostert-Villa, jetzt Thomas-Morus-Haus     | Zweigeschossiger Walmdachbau mit Zwerchhäusern, Schweifgiebeln, Balkon und Erkerturm mit Welscher Haube, Werksteingliederungen in Granit, Neurenaissance, 1904 | D-3-72-126-27 Wikidata  | weitere Bilder |
| Kreuzkirchstraße 9 (Standort) | Stückl-Villa                                         | Dreigeschossiger und traufständiger Satteldachbau mit Treppengiebeln, Erkerturm mit Zinnenkranz, Balkonen und Putzgliederungen, gotisierend, 1908; Gartenmauer mit Pfeilern und Pavillon mit Zeltdach, Jugendstil, um 1910 | D-3-72-126-28 Wikidata  | weitere Bilder |
| Kreuzkirchstraße 13; Kreuzkirchstraße 15 (Standort) | Katholische Nebenkirche Hl. Kreuz                    | Saalbau mit eingezogenem Chor, Putzgliederungen und Fassadenturm mit Zwiebelhaube, 1668–69, renoviert 1763–65, Umbau und Langhausverlängerung 1797 durch Johann Fürg; mit Ausstattung; Leichenhalle, eingeschossiger und traufständiger Satteldachbau mit Treppenturm und Zwerchflügel, Rundbogenstil, 1891; Friedhofsmauer mit eingelassenen Grabmälern und Südportal mit Pfeilern, Kugelaufsätzen, schmiedeeisernem Tor, 17.–19. Jahrhundert; Doppelflügeliges Portalgitter im erweiterten Friedhofsbereich, Schmiedeeisen, Jugendstil, um 1920–25; Missionskreuz, Viernageltypus auf Inschriftsockel aus Granit, Kreuz Gusseisen, bezeichnet mit 1843 und 1933 | D-3-72-126-30 Wikidata  | weitere Bilder |
| Lorenz-Zierl-Straße 1 (Standort) | Katholische Pfarrkirche Mariä Himmelfahrt            | Zweigeschossige Anlage, Oberkirche kreuzförmiger Saalbau mit eingezogenem Chor, Chorflankenturm mit Zwiebelhaube und Lisenengliederungen, Unterkirche dreischiffiger Hallenbau, Freitreppenanlage, zweiarmige Podesttreppe mit Quaderverkleidung, Neubau 1725–27 von Michael Wolf unter Verwendung des spätgotischen Turmunterbaus, Langhauserweiterung, Querschiff, Unterkirche und Freitreppe, 1890–93 nach Plänen von Georg Dengler; mit Ausstattung | D-3-72-126-31 Wikidata  | weitere Bilder |
| Lorenz-Zierl-Straße 26 (Standort) | Ehemalige Mühle                                      | Zweigeschossiger und giebelständiger Mansardwalmdachbau, 17. Jahrhundert, Dach 2. Hälfte 18. Jahrhundert | D-3-72-126-33 Wikidata  | weitere Bilder |
| Lutherplatz 1 (Standort) | Evangelisch-Lutherische Zachäus-Kirche               | Saalbau mit eingezogenem Chor und Fassadenturm mit Spitzdach, Backsteinbau, neuromanisch, 1903 von Heinrich Hauberrisser und Joseph Koch, 1933 verputzt | D-3-72-126-29 Wikidata  | weitere Bilder |
| Nähe Hochstraße (100 m nördlich Einmündung Graf-von-Bogen-Str.) (Standort) | Kriegergedächtnisstätte                              | Ehrenhain mit Tetrapylon aus Granitbruch- und -haustein, davor Stufenanlage und Ehrengrab mit Bronzeschale, 1928/32 von Max Stückl; Obelisk mit Adler auf gestuftem Unterbau mit Inschrift und zwei Bronzevasen auf Sockeln für 1870/71, 1890 | D-3-72-126-24 Wikidata  | BW |
| Pfarrstraße 2 (Standort) | Wohnhaus                                             | Zweigeschossiger und giebelständiger Flachsatteldachbau mit Kniestock und Vorschussgiebel, 18. Jahrhundert, im Kern älter | D-3-72-126-37 Wikidata  | Wohnhaus |
| Pfarrstraße 10 (Standort) | Hausfigur des hl. Johannes Nepomuk                   | 18. Jahrhundert | D-3-72-126-38 Wikidata  | Hausfigur des hl. Johannes Nepomuk |
| Schloßplatz 2 (Standort) | Stadtturm, heute Kulturzentrum                       | Turm mit Maßwerkfenstern, Zinnenkranz und erkerartigen Eckverstärkungen, Werksteingliederungen in Granit, neugotisch, 1863–67; Anbau, dreigeschossiger und traufständiger Satteldachbau mit Spitzbogentor, neugotisch, 1863–67 | D-3-72-126-44 Wikidata  | weitere Bilder |
| Schloßplatz 4 (Standort) | Ehemaliges Spital, jetzt Museum                      | Zweigeschossiger und traufständiger Flachsatteldachbau, 1867, mit zwei Inschrifttafeln, Kalkstein 1880 und 1881 | D-3-72-126-45 Wikidata  | weitere Bilder |
| Schloßplatz 17 (Standort) | Sogenannter Lärmerturm                               | Zweigeschossiger Turm mit Rundbogenöffnung, Unterbau aus Granitbruchstein, 14. Jahrhundert, seit 1914 als Wohnhaus ausgebaut | D-3-72-126-46 Wikidata  | Sogenannter Lärmerturm |
| Stadtplatz; Bahnhofstraße; Bayplatz; Bräuhausstraße; Burgstraße; Eschlkamer Straße; Grabenstraße; Herrenstraße; Himmelreichweg; Kellnergasse; Kirchplatz; Kramerstraße; Lorenz-Zierl-Straße; Mondscheinstraße; Pfarrstraße; Reimergasse; Rosenstraße; Schloßplatz; Stadtplatz; Von-Müller-Straße; Waldschmidtstraße (Standort) | Kelleranlagen                                        | weit verzweigtes und teils mehrstöckiges Gang- und Kellersystem unterhalb der Altstadt, in den anstehenden Gneis getrieben und gemauert, 17.-19. Jh., teilweise mit neuzeitlichen Verbindungsgängen als Luftschutzkeller im Zweiten Weltkrieg ausgebaut | D-3-72-126-105          | [[Vorlage:Bilderwunsch/code!/C:49.30824,12.84384!/D:Stadtplatz; Bahnhofstraße; Bayplatz; Bräuhausstraße; Burgstraße; Eschlkamer Straße; Grabenstraße; Herrenstraße; Himmelreichweg; Kellnergasse; Kirchplatz; Kramerstraße; Lorenz-Zierl-Straße; Mondscheinstraße; Pfarrstraße; Reimergasse; Rosenstraße; Schloßplatz; Stadtplatz; Von-Müller-Straße; Waldschmidtstraße, Kelleranlagen!/\|BW]] |
| Stadtplatz (Standort) | Figur des hl. Nepomuk                                | Auf geschweiftem Sockel, Granit, Rokoko, 1769 | D-3-72-126-53 Wikidata  | Figur des hl. Nepomuk |
| Stadtplatz (Standort) | Marienbrunnen                                        | Marienfigur auf Brunnenstock in achteckigem Becken, Granit, neugotisch, 1863 | D-3-72-126-41 Wikidata  | Marienbrunnen |
| Stadtplatz 1 (Standort) | Rathaus                                              | Dreigeschossiger Walmdachbau mit rustizierter Altane, Giebelrisalit und Dachreiter mit Zwiebelhaube, Sandsteingliederungen, 1924 | D-3-72-126-8 Wikidata   | weitere Bilder |
| Stadtplatz 2 (Standort) | Ehemaliges Amtsgericht                               | Dreigeschossiger Walmdachbau in Ecklage mit Lisenengliederung und Flacherker, 1863 | D-3-72-126-48 Wikidata  | weitere Bilder |
| Stadtplatz 3 (Standort) | Wohn- und Geschäftshaus                              | Dreigeschossiger und traufständiger Satteldachbau mit Putzgliederungen, neubarock, nach 1863 | D-3-72-126-49 Wikidata  | Wohn- und Geschäftshaus |
| Stadtplatz 4 (Standort) | Stadtvilla, sogenannte Perlinger-Villa               | Dreigeschossiger Walmdachbau in Ecklage mit Erkern und Werksteinportal, historisierend, 1922 von Architekt Josef Schmuderer | D-3-72-126-50 Wikidata  | Stadtvilla, sogenannte Perlinger-Villa |
| Stadtplatz 8 (Standort) | Ehemaliges Hotel                                     | Dreigeschossiger und traufständiger Flachsatteldachbau mit Kniestock, in Ecklage, nach 1863 | D-3-72-126-51 Wikidata  | Ehemaliges Hotel |
| Stadtplatz 10 (Standort) | Wohn- und Geschäftshaus                              | Dreigeschossiger und traufständiger Satteldachbau mit Putzgliederungen, nach 1863 | D-3-72-126-52 Wikidata  | Wohn- und Geschäftshaus |
| Tradtstraße 8 (Standort) | Hauskruzifix                                         | Dreinageltypus, Holz, 18./19. Jahrhundert | D-3-72-126-54 Wikidata  | Hauskruzifix |
| Tradtstraße 25 (Standort) | Ehemaliges Kleinbauernhaus                           | Eingeschossiger und traufständiger Flachsatteldachbau mit Blockbau-Kniestock, 1. Hälfte 19. Jahrhundert | D-3-72-126-55 Wikidata  | Ehemaliges Kleinbauernhaus |
| Von-Müller-Straße 25 (Standort) | Wohnhaus                                             | Dreigeschossiger und traufständiger Satteldachbau mit Mansarddach-Zwerchhaus, Erker und Werksteinportal, neubarock, um 1910 | D-3-72-126-56 Wikidata  | Wohnhaus |
| Von-Müller-Straße 30 (Standort) | Ehemaliges Bauernhaus                                | Eingeschossiger und traufständiger Flachsatteldachbau mit Blockbau-Kniestock und verschaltem Giebelschrot, 18. Jahrhundert | D-3-72-126-57 Wikidata  | Ehemaliges Bauernhaus |

### Blätterberg
| Lage                      | Objekt                                           | Beschreibung                                                           | Akten-Nr.              | Bild                                             |
| ------------------------- | ------------------------------------------------ | ---------------------------------------------------------------------- | ---------------------- | ------------------------------------------------ |
| Blätterberg 22 (Standort) | Hofkapelle St. Maria, sogenannte Stoiber-Kapelle | Giebelständiger Satteldachbau, Anfang 19. Jahrhundert; mit Ausstattung | D-3-72-126-60 Wikidata | Hofkapelle St. Maria, sogenannte Stoiber-Kapelle |

### Bogen
| Lage               | Objekt      | Beschreibung | Akten-Nr.              | Bild |
| ------------------ | ----------- | --- | ---------------------- | ---- |
| Bogen 6 (Standort) | Waldlerhaus | Eingeschossiger und traufständiger Wohnstallbau mit Satteldach und Blockbau-Kniestock und Giebelschrot, 18./19. Jahrhundert; Backofenhaus, Satteldachbau, Bruchstein, 19. Jahrhundert | D-3-72-126-61 Wikidata | BW   |

### Bruckmühle
| Lage                    | Objekt     | Beschreibung                                                               | Akten-Nr.              | Bild |
| ----------------------- | ---------- | -------------------------------------------------------------------------- | ---------------------- | ---- |
| Bruckmühle 1 (Standort) | Hofkapelle | Giebelständiger Satteldachbau mit vorgezogenem Dach, 1945; mit Ausstattung | D-3-72-126-62 Wikidata | BW   |

### Degelberg
| Lage                   | Objekt                   | Beschreibung | Akten-Nr.              | Bild |
| ---------------------- | ------------------------ | --- | ---------------------- | ---- |
| Degelberg 2 (Standort) | Waldlerhaus              | Zweigeschossiger und giebelständiger Blockbau mit Flachsatteldach, ausgemauerter Eckstube und verschaltem Giebelschrot, 18. Jahrhundert | D-3-72-126-64 Wikidata | BW   |
| Degelberg 9 (Standort) | Ehemaliges Wohnstallhaus | Eingeschossiger und giebelständiger Flachsatteldachbau, Mitte 19. Jahrhundert                                                           | D-3-72-126-65 Wikidata | BW   |

### Grabitz
| Lage                                    | Objekt     | Beschreibung | Akten-Nr.              | Bild           |
| --------------------------------------- | ---------- | --- | ---------------------- | -------------- |
| Hierstetterweg 1; In Grabitz (Standort) | Bauernhaus | Zweigeschossiger und giebelständiger Flachsatteldachbau, wohl 17. Jahrhundert; Hofkapelle, sogenannte Bartl-Kapelle, traufständiger Satteldachbau, um 1810 | D-3-72-126-66 Wikidata | weitere Bilder |

### Grub
| Lage               | Objekt                               | Beschreibung                                 | Akten-Nr.              | Bild |
| ------------------ | ------------------------------------ | -------------------------------------------- | ---------------------- | ---- |
| In Grub (Standort) | Wegkapelle, sogenannte Kiefl-Kapelle | Giebelständiger, offener Satteldachbau, 1820 | D-3-72-126-69 Wikidata | BW   |

### Lixenried
| Lage                    | Objekt                       | Beschreibung | Akten-Nr.              | Bild |
| ----------------------- | ---------------------------- | --- | ---------------------- | ---- |
| Kirchenweg 2 (Standort) | Waldlerhaus                  | Zweigeschossiger und giebelständiger, leicht gestelzter Flachsatteldachbau mit Blockbau-Obergeschoss, teilweise verschalt, 1. Hälfte 19. Jahrhundert | D-3-72-126-72 Wikidata | BW   |
| Kirchenweg 3 (Standort) | Dorfkapelle St. Bartholomäus | Giebelständiger und abgewalmter Satteldachbau mit Dachreiter mit Spitzdach und Putzgliederungen, um 1750, um 1900 verändert                          | D-3-72-126-71 Wikidata | BW   |

### Ösbühl
| Lage              | Objekt                              | Beschreibung                                           | Akten-Nr.              | Bild           |
| ----------------- | ----------------------------------- | ------------------------------------------------------ | ---------------------- | -------------- |
| Ösbühl (Standort) | Hofkapelle, sogenannte Eckerkapelle | Giebelständiger offener Satteldachbau, 19. Jahrhundert | D-3-72-126-74 Wikidata | weitere Bilder |

### Ränkam
| Lage                      | Objekt                            | Beschreibung | Akten-Nr.              | Bild           |
| ------------------------- | --------------------------------- | --- | ---------------------- | -------------- |
| Hauptstraße 28 (Standort) | Benefiziatenhaus                  | Benefiziatenhaus, zweigeschossiger und traufständiger Satteldachbau, 1860, mit Einbeziehung von Resten des alten Schlosses | D-3-72-126-75 Wikidata | BW             |
| Hauptstraße 30 (Standort) | Katholische Kirche Dreifaltigkeit | Traufständiger Saalbau mit eingezogenem Chor, Walmdach, Chorflankenturm mit Zeltdach und Pilastergliederungen, unter Einbeziehung von Teilen des ehemaligen Schlosses erbaut bzw. nach Osten erweitert, Chor (ehemalige Schlosskapelle) 18. Jahrhundert, Langhaus und Turm ab 1860; mit Ausstattung; Figur des hl. Johannes Nepomuk auf profiliertem Pfeiler, Granit, 18. Jahrhundert | D-3-72-126-76 Wikidata | weitere Bilder |

### Schafberg
| Lage                   | Objekt                 | Beschreibung                                                                  | Akten-Nr.              | Bild |
| ---------------------- | ---------------------- | ----------------------------------------------------------------------------- | ---------------------- | ---- |
| Schafberg 3 (Standort) | Ehemaliges Papiermühle | Zweigeschossiger und traufständiger Mansarddachbau, 2. Hälfte 19. Jahrhundert | D-3-72-126-80 Wikidata | BW   |

### Seuchau
| Lage                    | Objekt                                 | Beschreibung                                                    | Akten-Nr.              | Bild           |
| ----------------------- | -------------------------------------- | --------------------------------------------------------------- | ---------------------- | -------------- |
| Klöpflesberg (Standort) | Wegkapelle, sogenannte Hackerl-Kapelle | Giebelständiger Satteldachbau, 19. Jahrhundert; mit Ausstattung | D-3-72-126-81 Wikidata | weitere Bilder |

### Straßhof
| Lage                  | Objekt     | Beschreibung | Akten-Nr.              | Bild |
| --------------------- | ---------- | --- | ---------------------- | ---- |
| Straßhof 1 (Standort) | Bauernhaus | Zweigeschossiger und traufständiger Wohnstallbau mit Frackdach, Kniestock, Blockbauteilen und Seitenschrot, Mitte 19. Jahrhundert | D-3-72-126-82 Wikidata | BW   |

### Unterrappendorf
| Lage                                   | Objekt                       | Beschreibung | Akten-Nr.              | Bild |
| -------------------------------------- | ---------------------------- | --- | ---------------------- | ---- |
| Äußere Kötztinger Straße 30 (Standort) | Ehemaliges Schulhaus         | Zweigeschossiger Walmdachbau mit Uhrturm und eingeschossigem und traufständigen Seitenflügel mit Satteldach, neubarock, um 1910                                                                                  | D-3-72-126-1 Wikidata  | BW   |
| Unterrappendorf 6 (Standort)           | Wohnhaus eines Vierseithofes | Zweigeschossiger und giebelständiger Satteldachbau mit Putzgliederungen, Ende 19. Jahrhundert; Hoftor mit korbbogiger Durchfahrt und korbbogiger Kapellenbildstocknische mit Stirnsäulen, Anfang 19. Jahrhundert | D-3-72-126-85 Wikidata | BW   |

### Voithenberg
| Lage                                    | Objekt                                     | Beschreibung | Akten-Nr.              | Bild                                       |
| --------------------------------------- | ------------------------------------------ | --- | ---------------------- | ------------------------------------------ |
| Bei Voithenberg (Standort)              | Mausoleum der Herren Voith von Voithenberg | Walmdachbau mit Fußwalm und rustizierten Gliederungen, neuklassizistisch, 1912; Einfriedung mit Treppe und Zaun, Granit und Schmiedeeisen, 1912 | D-3-72-126-88 Wikidata | Mausoleum der Herren Voith von Voithenberg |
| Voithenberg 1; Voithenberg 3 (Standort) | Altes Schloss, ehemaliges Jagdschloss      | Zweigeschossiger und giebelständiger Satteldachbau mit verschaltem Giebelschrot, nach Westen zweigeschossiger und traufständiger Anbau mit Satteldach und viergeschossigem Rundturm mit Zwiebelhaube und Blechdeckung, im Kern um 1800, Aufstockung 1855, Anbau mit Westturm 1904; Nördliches Wirtschaftsgebäude, Remise, eingeschossiger und giebelständiger Satteldachbau mit Dachreiter, segmentbogigen Einfahrten und Putzgliederung, um 1800, Veränderungen im 19. Jahrhundert; Südliches Wirtschaftsgebäude, zweigeschossiger und giebelständiger Satteldachbau mit Uhrtürmchen, segmentbogiger Einfahrt und Putzgliederungen, um 1800, Veränderungen im 19. Jahrhundert; Hofgitter mit Doppelflügeltor, Schmiedeeisen auf Sockelmauer, 2. Hälfte 19. Jahrhundert; Ehemalige Reithalle, zweigeschossiger, gestelzter und traufständiger Satteldachbau mit Polygonalmauersockel, Sichtziegelgliederungen und Portalvorbau mit Tympanonrelief, um 1900 | D-3-72-126-86 Wikidata | weitere Bilder                             |
| Voithenberg 4 (Standort)                | Neues Schloss                              | Malerisch gegliederter zwei- bis dreigeschossiger Walmdachbau mit Laubengängen, Ziergauben, Ecktürmchen, viergeschossigem Turm, Terrasse und eingeschossigem Pavillonanbau, 1911/12 als Gasthaus errichtet, 1923 zum Neuen Schloss ausgebaut; Reste des ehemaligen Terrassenparks mit niedrigen Bruchsteinmauern, 1910–1925; Gartenhaus, zweigeschossiger Satteldachbau, verschalter Ständerbau mit Giebelschrot, Schweizer Stil, um 1910/15; Pavillon, verschalter Ständerbau mit Satteldach, um 1910/15 | D-3-72-126-87 Wikidata | weitere Bilder                             |

### Voithenberghütte
| Lage                           | Objekt                              | Beschreibung | Akten-Nr.              | Bild           |
| ------------------------------ | ----------------------------------- | --- | ---------------------- | -------------- |
| Hirtenberg (Standort)          | Bildstock mit Figur des hl. Florian | Segmentbogiges Gehäuse aus Inschriftpfeiler, Granit bezeichnet mit 1829                                                                                       | D-3-72-126-91 Wikidata | weitere Bilder |
| Voithenberghütte 26 (Standort) | Ehemalige Hammerschmiede            | Eingeschossiger und traufständiger Krüppelwalmdachbau mit verbrettertem Giebelschrot und Blechdeckung, 1823; Backofenhäuschen, Satteldachbau, 19. Jahrhundert | D-3-72-126-90 Wikidata | BW             |